# Ali Larter
Alison Elizabeth Larter (Cherry Hill Mall, 28 februari 1976) is een Amerikaans actrice.
Haar carrière begon toen ze als dertienjarige model werd. Ze reisde de hele wereld rond. Later verhuisde ze naar Los Angeles om het daar te maken als actrice. Na rollen in afleveringen van een aantal televisieseries maakte ze in 1999 haar speelfilmdebuut in een bijrol in Varsity Blues. Een hoofdrol had ze het jaar daarop in Final Destination. Later kreeg ze rollen in onder meer Legally Blonde en een aantal films uit de Resident Evil-reeks. Tussen 2006 en 2010 speelde ze de rol van Niki Sanders en Tracy Strauss in de televisieserie Heroes.

## Filmografie
- Spin the Bottle (2024)
- The Man in the White Van (2023)
- The Hater (2022)
- The Last Victim (2021)
- Resident Evil: The Final Chapter (2016)
- The Diabolical (2015)
- You're Not You (2014)
- Resident Evil: Afterlife (2010)
- Obsessed (2009)
- Crazy (2008)
- Resident Evil: Extinction (2007)
- Marigold (2007)
- Homo Erectus (2007)
- Confess (2005)
- A Lot Like Love (2005)
- Three Way (2004)
- Final Destination 2 (2003)
- Jay and Silent Bob Strike Back (2001)
- American Outlaws (2001)
- Legally Blonde (2001)
- Final Destination (2000)
- House on Haunted Hill (1999)
- Drive Me Crazy (1999)
- Giving It Up (1999)
- Varsity Blues (1999)

### Televisieseries
* Exclusief eenmalige gastrollen
- Landman – Angela Norris (2024– )
- Top Secret Videos – NSA Agent Daniels (2020–2021)
- The Rookie – Dr. Grace Sawyer (2019–2020)
- Splitting Up Together – Paige (2018–2019)
- The Pitch – Amelia Slater (2016)
- Legends – Crystal McGuire/Crystal (2014)
- Heroes – Niki Sanders/Jessica Sanders en Tracy Strauss (2006–2010)
- Dawson's Creek – Kristy Livingstone (1998, twee afleveringen)